# 1ª edizione dei British Academy Video Game Awards
La prima edizione dei British Academy Video Games Awards, premiazione istituita dalla British Academy of Film and Television Arts, si è tenuta il 24 febbraio 2004. La cerimonia ha premiato i migliori videogiochi degli anni 2002 e 2003. Grand Theft Auto: Vice City è stato il gioco più premiato della serata, ottenendo ben sei riconoscimenti su otto candidature.

## Vincitori e candidati

### Miglior Gioco d'Azione
- Grand Theft Auto: Vice City
- Amplitude
- EyeToy: Play
- Metroid Prime
- Mortal Kombat: Deadly Alliance
- Ratchet & Clank

### Miglior Colonna Sonora
- Harry Potter e la camera dei segreti
- Command & Conquer: Generals
- Primal
- Republic: The Revolution
- Return to Castle Wolfenstein
- TimeSplitters 2

### Miglior Gioco d'Avventura
- The Legend of Zelda: The Wind Waker
- 007: Nightfire
- Broken Sword: Il sonno del drago
- Dark Chronicle
- Dog's Life
- Jak II: Renegade

### Miglior Gioco per PC
- Grand Theft Auto: Vice City
- Broken Sword: Il sonno del drago
- Call of Duty
- Halo: Combat Evolved
- Medal of Honor: Allied Assault
- Rise of Nations

### Miglior Animazione o Intro
- Soulcalibur II
- Big Mutha Truckers
- Grand Theft Auto: Vice City
- Primal
- Tekken 4
- Viewtiful Joe

### Miglior Gioco per PS2
- Grand Theft Auto: Vice City
- Amplitude
- EyeToy: Play
- Ghosthunter
- Jak II: Renegade
- TimeSplitters 2

### Miglior Gioco per Bambini
- EyeToy: Play
- Disney Sports Soccer
- Dog's Life
- Pokémon Rubino e Zaffiro
- Sly Raccoon
- Wallace & Gromit in Project Zoo

### Miglior Gioco di Corse
- Project Gotham Racing 2
- Burnout 2: Point of Impact
- Formula One 2003
- MotoGP 2
- Need for Speed: Underground
- WRC II Extreme

### Miglior Design
- Grand Theft Auto: Vice City
- Broken Sword: Il sonno del drago
- EyeToy: Play
- Jak II: Renegade
- Soulcalibur II
- Viewtiful Joe

### Miglior Sonoro
- Grand Theft Auto: Vice City
- Amplitude
- Command & Conquer: Generals
- Harry Potter e la camera dei segreti
- Metroid Prime
- TimeSplitters 2

### Miglior Gioco per Game Boy Advance Game
- Advance Wars 2: Black Hole Rising
- Alla ricerca di Nemo
- Golden Sun: L'era perduta
- Pokémon Rubino e Zaffiro
- Super Mario Advance 4: Super Mario Bros. 3
- WarioWare, Inc.: Mega Party Game$

### Miglior Gioco di Sport
- FIFA Football 2004
- F1 Career Challenge
- Formula One 2003
- Tony Hawk's Underground
- WWE SmackDown! Here Comes the Pain
- WWE WrestleMania XIX

### Gioco Per Ogni Piattaforma – Gioco dell'anno
- Call of Duty

### Miglior Gioco di Strategia
- Advance Wars 2: Black Hole Rising
- Call of Duty
- Command & Conquer: Generals
- Rise of Nations
- Uru: Ages Beyond Myst
- Worms 3D

### Miglior Gioco per GameCube
- Metroid Prime
- Billy Hatcher and the Giant Egg
- Soulcalibur II
- The Legend of Zelda: The Wind Waker
- TimeSplitters 2
- Viewtiful Joe

### Sunday Times Reader Award for Games
- Grand Theft Auto: Vice City
- Call of Duty
- Conflict: Desert Storm II
- Judge Dredd: Dredd vs. Death
- Star Wars: Knights of the Old Republic
- The Legend of Zelda: The Wind Waker

### Miglior Gioco per Mobile
- Tony Hawk's Pro Skater
- FIFA Football 2004
- Hello Kitty
- Ministry of Sound Dance Nation
- Super Yum Yum
- Weakest Link

### Technical Achievement
- EyeToy: Play
- Grand Theft Auto: Vice City
- Medieval: Total War
- The Getaway
- The Legend of Zelda: The Wind Waker
- True Crime: Streets of LA

### Multiplayer
- Battlefield 1942
- EyeToy: Play
- MotoGP 2
- Neverwinter Nights: Hordes of the Underdark
- Project Gotham Racing 2
- Wolfenstein: Enemy Territory

### Miglior Gioco per Xbox
- Star Wars: Knights of the Old Republic
- Project Gotham Racing 2
- Soulcalibur II
- Il Signore degli Anelli: Il Ritorno del Re
- TimeSplitters 2
- Top Spin